# Trance Around the World
Trance Around The World (często nazywane jako TATW i znane jako Trance Around The World with Above & Beyond) była tytułem cotygodniowej audycji radiowej prowadzonej przez DJ-ów muzyki trance Above & Beyond od 2004 do 2012. Audycja trwała dwie godziny i była transmitowana prosto ze studia w Londynie w każdy piątek o godzinie 20:00 polskiego czasu.

## Stacje radiowe
- Ogólnoświatowa: Anjunabeats Radio (piątki 19:00-21:00 GMT)
- Ogólnoświatowa: DI.fm (piątki 20:00-22:00 polskiego czasu)
- Ogólnoświatowa: Danceradio.cz (piątki 21:00-23:00 GMT)
- Ogólnoświatowa: Party107 (wtorki 20:00 GMT)
- Ogólnoświatowa: Ministry of Sound Radio
- Ogólnoświatowa: WorldSpace Satellite Radio Network (czwartki 22:00 GMT, soboty 15:00 GMT)
- Stany Zjednoczone i Kanada: XM Radio channel 82 (piątki 22:00 EST, poniedziałki 16:00 EST)
- Polska: Planeta FM (piątki 21:00, 23:00)
- Rumunia: Radio DEEA network (piątki 21:00)
- Rosja: Radio Record (poniedziałki 22:00)
- Dubaj: Dubai92 FM (soboty 20:00)
- Liban: MixFM (czwartki 22:00)
- Jordania: Play 99.6 FM (piątki, 24:00)
- Meksyk: Trancemx.com (piątki 19:00)
- Południowa Afryka: Dance Web Radio (wtorki 12:00)

## Audycje specjalne
Okazjonalne audycje, które odbiegają od normalnego formatu.
- Epizod 042: Above & Beyond's Top 20 of 2004 Special
- Epizod 055: 4 hour 'Classics' Special
- Epizod 065: Anjunabeats Volume 3 Special
- Epizod 093: Above & Beyond's Top 20 of 2005 Special
- Epizod 100: 3 Hour Special
  - Hour 1: New Stuff
  - Hour 2: TATW/Anjunabeats Classics
  - Hour 3: Above & Beyond's Most Influential Tracks
- Epizod 106: Live Special
  - Hour 1: Above & Beyond na żywo z Nikki Beach, Miami, 24 Marca 2006
  - Hour 2: Above & Beyond na żywo z Nocturnal Miami, 24 Marca 2006
- Epizod 119: Anjunabeats Volume 4 Special
- Epizod 124: Above & Beyond Na żywo z Global Gathering, 1 August 2006
- Epizod 138: Above & Beyond Na żywo z Turnmills, 3 November 2006
- Epizod 144: Above & Beyond's Top 20 of 2006 Special
- Epizod 160: Anjunabeats Volume 5 Special
- Epizod 169.5: Above & Beyond na żywo z Liquid Club, San Juan, Portoryko, 2 June 2007
- Epizod 178: Above & Beyond's Summer "Anjunabeach" Mix featuring the debut of an Oceanlab track called Breaking Ties (Above and Beyond Analog Haven Mix)
- Epizod 196: Essential Mix Above & Beyond, 6 Czerwca 2004, który wygrał Essential Mix of the Year w 2004
- Epizod 197: Set z "Anjunabeach" Party w Goa na Indiach
- Epizod 200: 200-tny Epizod, zawierający siedemdziesiąt piosenek wybranych przez słuchaczy.
- Epizod 448: Ostatni odcinek w normalnym formacie. Ostatni guest mix do Trance Around The World wykonał Juventa.
- Epizod 449: Odcinek klasyczny w którym zostały zagrane utwory z wcześniejszych epizodów TATW. Pod koniec odcinka zostało ogłoszone że 450 odcinek będzie ostatnim.
- Epizod 450: Ostatni odcinek Trance Around The World odbył się 11 listopada 2012. W Indiach zagrali Above & Beyond, Mat Zo, Andrew Bayer, Norin & Rad i Jody Wisternoff.

## Regularne cechy
Każda transmisja zawierała dwie piosenki nazwane Web vote winner i Record of the week, a także występ na żywo lub wcześniej nagrany w studio przez "guest DJ" znany jako Guest Mix.

### Web vote winner
Web vote winner był wybierany przez słuchaczy z listy nowych utworów z poprzedniej audycji.

### Record of the week
Record of the week był wybierany przez Above and Beyond jako ich personalny wybór najlepszego utworu audycji.

### Guest Mix
Guest Mix zawiera set gościa w audycji, nagrywany na żywo lub wcześniej w studio.

### Stuck In The Box
Utwór pełniący rolę klasyka był grany tuż przed guest mixem.